# Annika Koch
Annika Koch (* 3. Februar 1999) ist eine deutsche Triathletin und U23-Vizeweltmeisterin Triathlon (2022) sowie Vizeeuropameisterin Triathlon (2021).

## Werdegang
Annika Koch wird von Christian Weimer (Heimtrainer) und dem ehemaligen Profi Daniel Unger trainiert.
Im Juni 2019 feierte sie mit Rang 23 in Antwerpen ihr Weltcup-Debüt und sie wurde im September desselben Jahres in Valencia in der U23 Mixed Team Relay (gemischte Staffel; mit Lisa Tertsch, Scott Mcclymont und Jannik Schaufler) Vizeeuropameisterin. Im August 2021 wurde Annika Koch Dritte bei der Triathlon-Weltmeisterschaft U23 auf der olympischen Distanz (1,5 km Schwimmen, 40 km Radfahren und 10 km Laufen).

### ETU Vizeeuropameisterin Triathlon 2021
Im September 2021 wurde die 22-Jährige in Valencia Vizeeuropameisterin Triathlon auf der olympischen Distanz.
Ihr erstes Weltcup-Rennen konnte sie im Juni 2022 im mexikanischen Huatulco gewinnen. Im August 2022 wurde sie in München Zehnte bei der Europameisterschaft auf der Kurzdistanz.

### ITU Vizeweltmeisterin U23 Triathlon 2022
Im November 2022 wurde Annika Koch in Abu Dhabi Vizeweltmeisterin U23 im Triathlon auf der olympischen Distanz.
Annika Koch lebt in Saarbrücken und studiert seit 2017 an der TU Darmstadt.

## Sportliche Erfolge
| Datum/Jahr    | Rang | Wettbewerb                                          | Austragungsort | Zeit     | Bemerkung                                                                                                  |
| ------------- | ---- | --------------------------------------------------- | -------------- | -------- | --- |
| 2. Aug. 2025  | 2    | DTU Deutsche Meisterschaft Triathlon Sprintdistanz  | Dresden        | 00:56:10 | Deutsche Meisterschaft Sprintdistanz; hinter Lisa Tertsch                                                  |
| 12. Juli 2025 | 29   | ITU World Championship Series 2025                  | Hamburg        | 00:57:37 | |
| 22. März 2025 | 3    | ITU Indoor Triathlon World Cup                      | Liévin         | 00:10:27 | |
| 14. Juli 2024 | 6    | ITU World Championship Series 2024                  | Hamburg        | 00:55:45 | |
| 6. Juli 2024  | 1    | ITU World Triathlon Cup                             | Tiszaujvaros   | 00:59:17 | |
| 22. Juni 2024 | 2    | ETU Triathlon European Cup                          | Wels           | 01:01:56 | |
| 5. Aug. 2023  | 1    | ITU Triathlon World Cup                             | Yeongdo        | 00:56:50 | |
| 29. Juli 2023 | 3    | ITU World Championship Series 2023                  | Sunderland     | 01:00:17 | |
| 26. Nov. 2022 | 2    | ITU Triathlon World Championship U23                | Abu Dhabi      | 02:00:43 | Vizeweltmeisterin U23                                                                                      |
| 12. Aug. 2022 | 10   | ETU Triathlon European Championship                 | München        | 01:53:44 | Europameisterschaft auf der olympischen Distanz                                                            |
| 17. Juli 2022 | 4    | Alpen-Triathlon                                     | Schliersee     | 01:01:15 | hinter Lisa Tertsch                                                                                        |
| 18. Juni 2022 | 1    | ITU Triathlon World Cup                             | Huatulco       | 01:00:01 | |
| 28. Mai 2022  | 7    | ITU Triathlon World Cup                             | Arzachena      | 01:01:04 | |
| 23. Apr. 2022 | 1    | ATU Africa Triathlon Cup                            | Swakopmund     | 01:04:34 | |
| 25. Sep. 2021 | 2    | ETU Triathlon European Championships                | Valencia       | 01:52:08 | Vizeeuropameisterin auf der olympischen Kurzdistanz                                                        |
| 21. Aug. 2021 | 3    | ITU Triathlon World Championship U23                | Edmonton       | 02:00:10 | Weltmeisterschaft U23 auf der olympischen Kurzdistanz (1,5 km Schwimmen, 40 km Radfahren und 10 km Laufen) |
| 18. Juli 2021 | 4    | ETU Europe Triathlon Cup                            | Tiszaujvaros   | 01:00:39 | [ 3 ] |
| 27. Sep. 2019 | 1    | ASTC Triathlon Asian Cup                            | Aqaba          | 02:04:22 | Elite-Klasse                                                                                               |
| 3. Aug. 2019  | 6    | DTU Deutsche Meisterschaft Triathlon Sprintdistanz  | Berlin         | 01:01:56 | Deutsche Meisterschaft Sprintdistanz; hinter Laura Lindemann                                               |
| 13. Juli 2019 | 1    | ETU Triathlon European Cup and Baltic Championships | Tartu          | 00:58:18 | Elite-Klasse                                                                                               |
| 23. Juli 2019 | 23   | ITU Triathlon World Cup                             | Antwerpen      | 01:08:08 | |
| 20. Okt. 2018 | LAP  | ETU Triathlon European Championship U23             | Eilat          | –        | überrundet                                                                                                 |
| 20. Aug. 2017 | 23   | DTU Deutsche Meisterschaft Triathlon Sprintdistanz  | Grimma         | 01:09:56 | |

| Datum/Jahr    | Rang | Wettbewerb                                     | Austragungsort | Zeit | Bemerkung |
| ------------- | ---- | ---------------------------------------------- | -------------- | ---- | --------- |
| 29. Apr. 2018 | 3    | DTU Deutsche Duathlon-Meisterschaften Junioren | Alsdorf        |      |           |

(DNF – Did Not Finish; LAP – Überrundet)